# Folke Johansson (Ängel)
Folke Johansson (Ängel) (latin: Fulco (Angelus)), död 3 mars 1277, var en svensk präst, som var ärkebiskop av Uppsala stift från 1274 till sin död 1277. Folke Johansson var Uppsalas förste ärkedjäkne och som sådan medverkade han vid ärkesätets förflyttning från Gamla Uppsala till Östra Aros, det nuvarande Uppsala, den 24 januari 1273.

## Biografi
Folke Johansson föddes som son till Johan Ängel den äldre.
I början av 1270-talet utnämndes han till ärkebiskop och främjade på alla sätt sitt stifts intressen. Så lade han till de förutvarande fyra kanonikaten åtta nya och gav till ett av dem en stor del av sina arvegods.
Om hans deltagande i tidens politiska strider är inte mycket känt. Som ärkebiskop krönte han kung Magnus Ladulås 1276 och var samma år en av hans underhandlare på fredsmötet vid Göta älv. På ett kyrkomöte i Tälje, troligen 1277, under Folkes presidium, utfärdade Magnus Ladulås den katolska kyrkans i Sverige första stora privilegiebrev.
Uppförandet av Uppsala domkyrka påbörjades i större skala under hans tid, i en storlek större än något som byggts i Sverige innan, och som blev invigd 160 år senare, och fortfarande är Sveriges största kyrka.
Folke avled 1277 och är begraven i Uppsala domkyrka.